# Frymark
Frymark (niem. Freimarkt – „wolny targ”) – w dawnej Polsce zamiana dóbr szlacheckich na dobra królewskie, dokonywana przez władcę. Nosiła znamiona nieekwiwalentnej wymiany, gdyż niejednokrotnie skarb królewski wymieniał dobra dziesięciokrotnie mniej warte, co stanowiło niekiedy ukrytą formę wynagradzania zwolenników królewskich. Doprowadziło to w połowie XVI wieku do znacznego uszczuplenia królewszczyzn.
Lustracja frymarków była jednym z głównych postulatów ruchu egzekucyjnego. Nie mniej przypadki niekorzystnych dla skarbu królewskiego frymarków zdarzały się jeszcze w XVIII wieku. W podobny sposób wykorzystywana była antychreza.
Do języka potocznego weszło sformułowanie frymarczyć, co oznacza nieodpowiedzialne dysponowanie powierzonym sobie majątkiem.